# Келешинка
45°29′ пн. ш. 18°11′ сх. д. / 45.48° пн. ш. 18.18° сх. д.
Келешинка (хорв. Kelešinka) — населений пункт у Хорватії, в Осієцько-Баранській жупанії у складі громади Подгорач.

## Населення
Населення за даними перепису 2011 року становило 57 осіб.
Динаміка чисельності населення поселення:

## Клімат
Середня річна температура становить 11,03 °C, середня максимальна – 25,32 °C, а середня мінімальна – -5,98 °C. Середня річна кількість опадів – 704 мм.
| Клімат поселення                              | Клімат поселення | Клімат поселення | Клімат поселення | Клімат поселення | Клімат поселення | Клімат поселення | Клімат поселення | Клімат поселення | Клімат поселення | Клімат поселення | Клімат поселення | Клімат поселення | Клімат поселення |
| Показник                                      | Січ.             | Лют.             | Бер.             | Квіт.            | Трав.            | Черв.            | Лип.             | Серп.            | Вер.             | Жовт.            | Лист.            | Груд.            |                  |
| Середній максимум, °C                         | 5,71             | 7,96             | 12,58            | 17,13            | 22,10            | 25,29            | 25,32            | 24,76            | 20,58            | 15,25            | 9,37             | 5,40             |                  |
| Середня температура, °C                       | −0,14            | 2,10             | 6,73             | 11,27            | 16,24            | 19,45            | 21,32            | 20,76            | 16,58            | 11,25            | 5,37             | 1,40             |                  |
| Середній мінімум, °C                          | −5,98            | −3,72            | 0,90             | 5,41             | 10,41            | 13,59            | 17,31            | 16,74            | 12,59            | 7,22             | 1,36             | −2,6             |                  |
| Норма опадів, мм                              | 44               | 42               | 42               | 54               | 66               | 91               | 64               | 62               | 52               | 61               | 70               | 56               |                  |
| Середньомісячна швидкість вітру, м/с          | 2.20             | 2.40             | 2.70             | 2.60             | 2.30             | 2.10             | 2.10             | 1.90             | 1.90             | 2.00             | 2.10             | 2.20             |                  |
| Середньомісячна сонячна радіація, кДж/м²·день | 4234             | 6921             | 10834            | 15291            | 19257            | 21280            | 22204            | 20249            | 14917            | 9274             | 4786             | 3583             |                  |
| --------------------------------------------- | ---------------- | ---------------- | ---------------- | ---------------- | ---------------- | ---------------- | ---------------- | ---------------- | ---------------- | ---------------- | ---------------- | ---------------- | ---------------- |
| Джерело:                                      |                  |                  |                  |                  |                  |                  |                  |                  |                  |                  |                  |                  |                  |